# Lois Carter Kimball Mathews Rosenberry
Lois Carter Kimball Mathews Rosenberry, née le 30 janvier 1873 à Cresco dans l'Iowa, et morte le 1er septembre 1958 à Madison dans le Wisconsin, est une historienne et universitaire américaine. Elle est présidente de l'Association of Collegiate Alumnae de 1917 à 1921 et cofondatrice de l'International Federation of University Women en 1919.

## Biographie
Lois Carter Kimball naît en 1873, fille d'Aaron Kimball, banquier, et d'Emma Wilhelmina Laird. Elle obtient son diplôme de la l'école normale primaire de Winoma, dans le Minnesota à l'âge de dix-sept ans, et enseigne dans une école primaire du Minnesota de 1890 à 1893. Elle est ensuite principale adjointe d'une école primaire dans l'Utah (1894-1897) après son mariage avec George Raynolds Mathews. Celui-ci meurt dix-huit mois après leur mariage, en 1899, et elle reprend ses études à l'université Stanford, où elle obtient son diplôme d'histoire en 1903. Elle réalise un master à Stanford en 1904 et rejoint la même année l'Association of Collegiate Alumnae. Puis elle prépare un doctorat au Radcliffe College sous la direction de Frederick Jackson Turner. Elle obtient son doctorat dans le département d'histoire, économie et science politique de l'université Harvard en mai 1906, avec une thèse sur l'extension de la Nouvelle-Angleterre de 1620 à 1865. Elle est instructrice au Vassar College (1906-1910) puis professeure associée au Wellesley College (1910), deux universités pour femmes. En 1911, elle est nommée professeure associée et doyenne des étudiantes à l'université du Wisconsin, poste qu'elle occupe jusqu'en 1918. Elle remet en activité une ancienne association, Women's Self-Government Association créé en 1897 mais qui ne fonctionne plus depuis une dizaine d'années et encourage les étudiantes à créer un congrès avec d'autres associations étudiantes de femmes. Elle se montre également attentive à favoriser l'accès des étudiantes à de multiples métiers, alors qu'habituellement, celles-ci se dirigent vers l'enseignement, en créant un congrès annuel où elle invite des professionnelles de différents métiers, notamment des travailleuses sociales. Elle soutient également la profession de doyenne des étudiantes, par des conférences, des articles et des allocutions qu'elle donne lors des congrès biannuels des doyennes.
Elle prend sa retraite en 1918, et épouse Marvin B. Rosenberry, Chief Justice de la cour suprême du Wisconsin. Elle est présidente de l'Association of Collegiate Alumnae de 1917 à 1921 et est membre fondatrice de l'International Federation of University Women en 1919. Elle publie, avec Marion Talbot The History of the American Association of University Women, en 1931. Elle est présidente de la National Cathedral School à Washington durant l'année scolaire 1928-1929. Elle donne des conférences dans des associations de femmes et des organisations civiques durant les années 1930, publie des articles basés sur ses recherches universitaires et s'investit dans des activités bénévoles. Elle meurt, après quelques mois de maladie, le 1er septembre 1958 à Madison, et elle est inhumée dans la tombe de sa famille à Cresco.

## Publications
- [thèse] The expansion of New England: The spread of New England settlement and institutions to the Mississippi River, 1620-1865, Boston, Houghton Mifflin Company, 1909.
- The Dean of Women, Boston, Houghton Mifflin Company, [c.1915]
- The History of the American Association of University Women, avec Marion Talbot

### Liens extérieurs
- Notice dans un dictionnaire ou une encyclopédie généraliste :   - American National Biography
- Notices d'autorité :   - VIAF
  - ISNI
  - IdRef
  - LCCN
  - CiNii
  - NUKAT
  - Australie
  - WorldCat